# Мюллер, Серж
Серж Ноа Мюллер (нем. Serge Noah Müller; род. 18 сентября 2000, Цюрих) — швейцарский футболист, защитник клуба «Арау».

## Клубная карьера
Мюллер — воспитанник клуба «Цюрих». 29 октября 2017 года в матче против «Санкт-Галлена» он впервые попал в заявку клуба. В 2019 году стал игроком «Шаффхаузена». 20 июля в поединке против «Лозанны» Серж дебютировал в составе нового клуба. 3 августа против клуба «Виль» он забил первый гол за «Шаффхаузен».
Летом 2023 стал игроком дублёров «Фрайбург II». 6 августа против «Дуйсбурга» он дебютировал в третьей Бундеслиге. В июне 2024 года на правах свободного агента перешёл в «Арау». 19 июля в поединке против «Туна» он дебютировал за новый клуб.

## Международная карьера
В 2023 году в составе молодёжной сборной Швейцарии Мюллер принял участие в молодёжном чемпионате Европы. На турнире он сыграл в матче против Франции.